# Gyula Halasy
Gyula Halasy (bis 1918: Gyula von Halasy; * 19. Juli 1891 in Kleinwardein; † 20. Dezember 1970 in Budapest) war ein ungarischer Bankjurist und Sportschütze.

## Leben

Gyula von Halasy als k.u.k. Oberleutnant, 1916

Gyula Halasy studierte Rechtswissenschaft und Wirtschaftswissenschaft an den Universitäten Budapest und Wien sowie kurzzeitig Landwirtschaft an der Landwirtschaftlichen Hochschule Berlin, wo er im Wintersemester 1911/12 Mitglied des RSC-Corps Saxonia wurde. Das Studium schloss er in Klausenburg mit der Promotion zum Dr. iur. ab. Anschließend diente er als Einjährig-Freiwilliger bei den k.u.k. Husaren und wurde Leutnant der Reserve. Im Ersten Weltkrieg wurde er durch die Explosion einer Mine schwer verletzt und verlor für 8 Monate seine Stimme. 1916 zum Oberleutnant der Reserve befördert, erhielt er sechs hohe militärische Auszeichnungen. Nach dem Ersten Weltkrieg wurde er stellvertretender Direktor der Sparkasse in Kleinwardein.

## Sportschütze
Gyula Halasy war ein vielseitiger Sportler. Er betätigte sich im Boxen, Fechten, Reiten und Schlittschuhlaufen sowie der Leichtathletik. Zu höchstem sportlichen Ruhm kam er jedoch im Tontaubenschießen. Bereits als Fünfjähriger erhielt er seine erste Ausbildung an Schusswaffen und entwickelte sich in der Folge zu einem der besten Sportschützen Ungarns. Da Ungarn 1920 noch von der Teilnahme ausgeschlossen war, konnte Halasy erstmals 1924 an den Olympischen Spielen in Paris teilnehmen. Während er im Mannschaftswettbewerb des Tontaubenschießens mit der ungarischen Mannschaft lediglich den 10. Platz erreichte, gewann er im Einzelwettbewerb die Goldmedaille. Nach insgesamt 100 Schüssen lag er mit 98 Treffern, die olympischen Rekord bedeuteten, gleichauf mit dem finnischen Schützen Konrad Huber. Im notwendig gewordenen Stechen setzte er sich ohne Fehlschuss mit 10:9 durch.
Bei den Weltmeisterschaften im Taubenschießen 1932 gewann er Gold im Mannschaftswettbewerb und Bronze im Einzel. Bei den Weltmeisterschaften im Tontaubenschießen 1936 in Berlin gewann er Gold im Mannschaftswettbewerb und Silber im Einzel. 1937 belegte er bei den Weltmeisterschaften in Tontaubenschießen den 4. Platz.
Bei den Europameisterschaften im Tontaubenschießen 1936 in Berlin gewann er den Titel sowohl im Mannschafts- als auch im Einzelwettbewerb. Bei den Europameisterschaften im Tontaubenschießen 1937 in Helsinki belegte er mit der Mannschaft den vierten Platz.
Bis ins Alter von 70 Jahren betätigte er sich als aktiver Sportschütze. In den 1950er Jahren betreute er die ungarische Sportschützen-Nationalmannschaft als Trainer.

## Auszeichnungen
- Ritter 3. Klasse des Ordens der Eisernen Krone mit Kriegsdekoration und Schwertern
- Militärverdienstkreuz 3. Klasse mit Kriegsdekoration und Schwertern
- Militärverdienstkreuz am Bande mit Schwertern
- Militär-Verdienstmedaille in Silber
- Militär-Verdienstmedaille (Bronze)
- Karl-Truppenkreuz